# Women's Auxiliary Service (Burma)
Women’s Auxiliary Service (Burma), WAS(B), var ett brittiskt armélottaförband som formerades 16 januari 1942 och upplöstes 1946.
Förbandet bestod av brittiska och australiensiska kvinnor som från fältkok utspisade trupp i Burma under andra världskriget.  De följde brittiska fjortonde armén under mycket spartanska och farliga förhållanden; till exempel inkvarterades man ofta i sönderbombade eller skadedjursangripna hus eller i tält. Alla förråd och förnödenheter flögs in och man fick ofta lösa olika problem provisoriskt, till exempel genom att bygga spisar av gamla ammunitionslådor. WAS(B) evakuerades från Myitkyina med det sista flygplanet, och från Slaget vid Imphal under dess belägring, men återvände så snart som de japanska trupperna retirerade. Till slut nådde man Japan tillsammans med British Commonwealth Occupation Force. Många fick olika hedersomnämningar i officiella skrivelser. General William Slim, senare 1st Viscount Slim och befälhavare över den fjortonde armén, sade om WAS(B) att "många uppvisade största möjliga hängivenhet och mod".

### Webbkällor
- Tenterbooks.com: Chinthe women

### Översättning
Den här artikeln är helt eller delvis baserad på material från engelskspråkiga Wikipedia.